# سانتو استفانو لودیجونو
سانتو استفانو لودیجونو (به ایتالیایی: Santo Stefano Lodigiano) یک کومونه در ایتالیا است که در استان لودی واقع شده‌است.

## خصوصیات
سانتو استفانو لودیجونو ۱۰٫۴ کیلومترمربع مساحت و ۱٬۸۴۳ نفر جمعیت دارد.